# Киртимукха

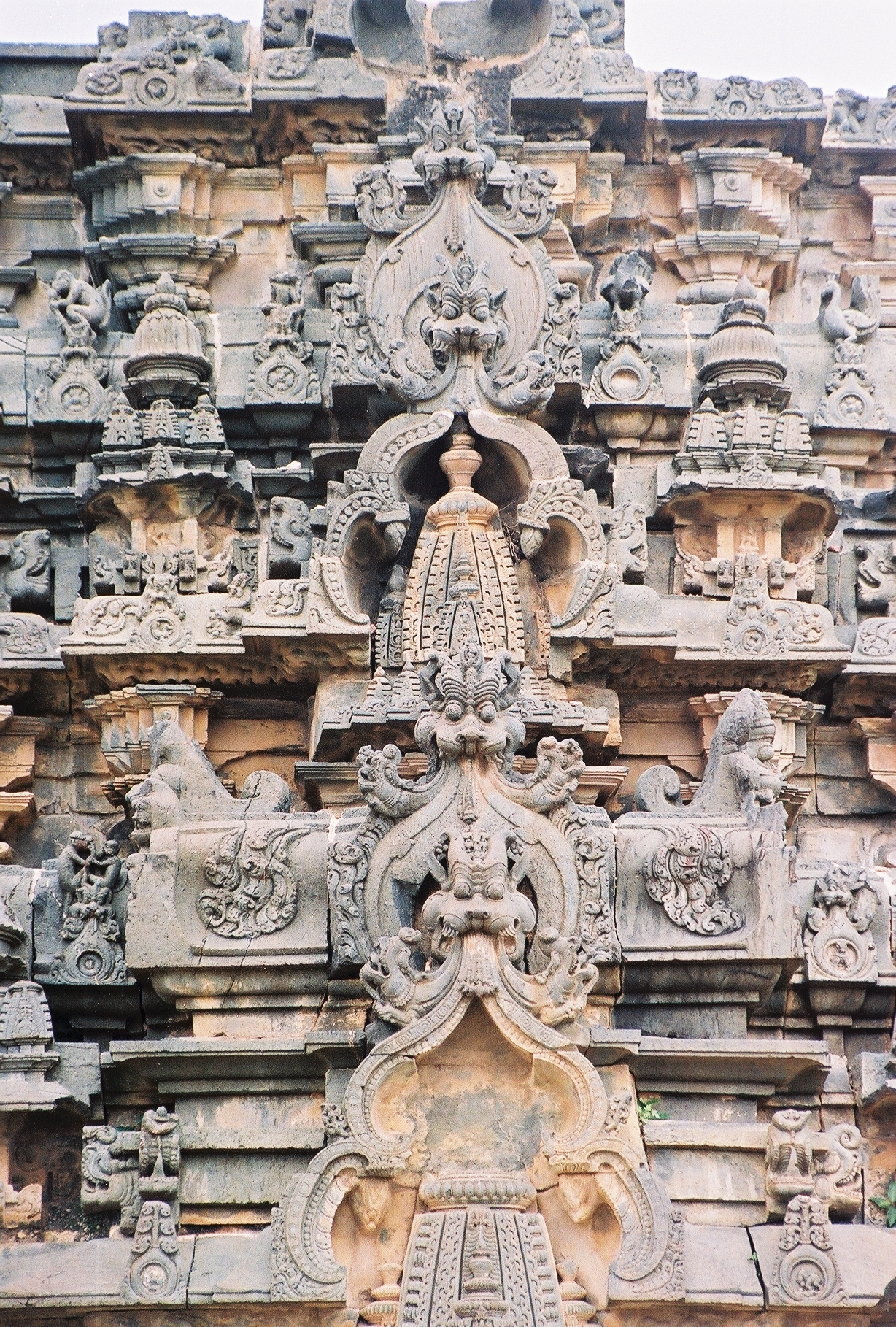
Киртимукха: череда ликов в храме Кашивешвешвара в Лейккунди Карнатака, Индия

Ки́ртимукха (санскр. कीर्तिमुख, IAST: kīrtimukha, kīrti-mukha) — «лицо» величия, славы или великолепия, выглядящая как маска чудовища или существо без имени в искусстве и архитектуре Южной и Юго-Восточной Азии. Оно является частью декоративного дверного проёма, в котором находится божество. В Китае оно известно под именем Тао-те, или чудовище жадности. Киртимукха встречается в качестве стража ворот и дверных проёмов в храмах и дворцах. По одной из интерпретаций киртимукха отпугивает нечестивцев и заверяет верующих в защитных силах божества.

## Этимология
Слово происходит от санскритских «мукха» (санскр. मुख, mukha), то есть лицо, и «кирти» (санскр. कीर्ती, kīrti), то есть известность, слава, великолепие.

## Происхождение
Аналогичные симметрично-развернутые изображения личин характерны не только для индо-тихоокеанского региона (протокитайское чудовище Таоте), но и для тихоокеанского побережья Нового света (змееобразное чудовище Сисиутль индейцев Северо-западного побережья), что может отражать пути первой волны заселения Америки человеком.
Киртимукха ассоциируется с бессмертной головой демона Раху (IAST: Rāhu), вызывающей лунные и солнечные затмения. Впервые киртимукха упоминается в шиваитской легенде из Сканда-пурана. Демон Джаландхара, созданный из блеска третьего глаза бога Шивы, обрёл невероятную силу и возжелал близости с Парвати, супругой Шивы. Джаландхара просит своего друга, демона Раху, уговорить Парвати. Когда Шива узнаёт об их намерениях, он впадает в ярость и порождает из своего третьего глаза другое чудовище. Оно собирается поглотить Раху, и тот в ужасе молит Шиву о снисхождении. Шива принимает его раскаяние. Лишённое добычи, чудовище начинает пожирать собственное тело до тех пор, пока не остаётся одна голова. Удовлетворённый проявлением своей непревзойдённой силы, Шива даёт ему имя «киртимукха» или «лицо величия» и повелевает оставаться хранителем у порога его дверей до скончания времени.
Образ киртимукхи популярен в Непале, где он известен как Чепу. Скульптура змеи, поглощающая собственный хвост, располагается над дверьми и арками храмов. В соответствии с легендой Чепу (его также называют Аруна) был старшим братом Гаруды. Ему было предначертано стать самым храбрым и самым добродетельным из всех небесных созданий. Однако его мать Вината была нетерпеливой и не смогла дождаться полноценного рождения сына. Он вылупился из яйца раньше времени, когда сформировались лишь только его руки и голова.

## Символизм
Киртимукха представлена головой Раху, демона времени, который регулярно глотает Солнце и Луну, вызывая затмения. Философское значение образа состоит в том, чтобы напомнить о непостоянстве и непрочности всех явлений. Все имена и формы являются временными, как следствие, не имеют значимости. Киртимукха должна напоминать посетителям храмов о непостоянстве земных явлений, к которым не стоит привязываться.

## Киртимукха в архитектуре и искусстве
Образы киртимукха можно найти в разных культурах. В частности, в декоре храмовых комплексов Раджастхана, скульптурных композициях эпохи Пала, в Юго-Восточной Азии. В Индии киртимукха с более или с менее выраженными боковыми отростками, заканчивающимися головами химер, представлена в рельефном декоре индуистских храмов как северного, так и южного стилей, а также в прикладном искусстве. Вход в индуистский храм может обрамляться фигурами речных богинь Ганги и Ямуны. Воды поступают в поднебесный мир черед зенитный клапан в небосводе, а оттуда распространяются в поднебесье тучами, изливающимися благодатным дождем. Земные воды устремляются обратно на небо по внешней стороне небосвода или в его толще. В круговороте присутствуют две точки: в основании небосвода и в его зените. Обе представлены изображениями сверхъестественных существ. Первое существо представлено в индийской традиции драконом Макара, который забрасывает клубящиеся как пар земные воды наверх, на небо, в чашу земных вод. Второе существо представлено как киртимукха. Оно занимает ключевое положение в круговороте воды, всасывает поднявшиеся наверх земные воды в небесную чашу, а в ряде случаев и направляет небесные воды обратно на землю.
В регионах севернее Гималаев (Тибете, Монголии, Бурятии) образ представлен в виде орнамента на ритуальных предметах. В тибетском искусстве киртимукха появляется как украшение на броне, шлемах, щитах и оружии. Киртимукха изображается как демоническое лицо с рогами, без нижней челюсти, с двумя руками, в которых чудовище держит золотую изогнутую перекладину, середина которой находится у него во рту. Одна или несколько драгоценностей, или бордюр из нанизанных на нить драгоценностей, обычно спускается с его верхней челюсти. Несколько объединённых в бордюр лиц киртимукхи образуют непрерывную сеть драгоценностей, такой бордюр часто рисуется вдоль верхних балок храмовых стен. Свисающие знамёна с кистями, декорирующие храмовые колонны, часто сверху украшаются куполообразным изображением лица киртимукхи. Они образуют мотив оконных и дверных перемычек, арочных сводов, карнизов, перекликаясь со своим местом в трёхмерных дворцах мандал. Образы встречаются на храмовых дверях в качестве ручек или дверных молотков, которые часто украшаются белыми шёлковыми шарфами. Группа из восьми лиц киртимукхи, держащих во ртах сети драгоценностей, окружает верхнюю секцию ритуального ручного колокольчика, или гханты.

## Другие образы
Образ киртимукхи имеет ряд своеобразных аналогов. К ним относятся симхамукха (львиный лик), гарудамукха (голова Гаруды), каламукха (голова Раху, поглощающая время), шанкхамукха (голова в форме священной раковины) и каламакара (Макара, пожирающий время).

## Галерея изображений
|                                                              |                                                                     |                                                               |                                                                     |                                                                          |                                                           |                                              |                                                                                |
| Киртимукха в шиваитском храме Амрутешвара (Карнатака, Индия) | Киртимукха на входе в буддийский храм в Боробудуре (Ява, Индонезия) | Фронтон с киртимукхой в буддийском храме в Чиангмае (Таиланд) | Пары киртимукх в шиваитском храме Шрай Сиддешвар в Солапуре (Индия) | Голова киртимукхи периода Сингасари в художественном музее Индианаполиса | Киртимукха на арке в индуистском храме в Катманду (Непал) | Киртимукха в комплексе Ангкор-Ват (Камбоджа) | Киртимукха в вайшнавском храме над деревянным изваянием Рамы в Айодхье (Индия) |